# Austrotinodes amazonensis
Austrotinodes amazonensis là một loài Trichoptera thuộc họ Ecnomidae. Chúng phân bố ở vùng Tân nhiệt đới.